# Дерябин, Борис Анатольевич
Бори́с Анато́льевич Деря́бин (1 сентября 1937 — 19 декабря 2012) — советский и российский дорожник, Герой Социалистического Труда (1976).

## Биография
Борис Дерябин родился в деревне Верховая Ершичского района (ныне — Смоленской области) в крестьянской семье. После окончания в 1954 году Рославльского железнодорожного училища работал слесарем вагоноремонтного завода. С 1960 года — автоскреперист Вяземского дорожно-строительного управления.
Под руководством Бориса Анатольевича были построены многие километры дорог в Вязьме и Вяземском районе, при этом работы зачастую велись в непростых условиях, что добавляло сложностей. Однако бригада Дерябина всегда укладывалась в отведённые для строительства сроки, а зачастую даже опережала их, но не в ущерб качеству, а за счёт высокопрофессионального и самоотверженного труда.
За высокопроизводительный труд, личный вклад в строительство дорог на территории Смоленской области, 5 марта 1976 года Указом Президиума Верховного Совета СССР Дерябину Борису Анатольевичу было присвоено звание Героя Социалистического Труда.
В 1996 году Борис Анатольевич вышел на пенсию. До последних дней жил в городе Вязьме Смоленской области, где и скончался 19 декабря 2012 года на 76-м году жизни.

## Награды
- Герой Социалистического Труда (5 марта 1976 года)
- орден Ленина (5 марта 1976 года)
- орден Трудового Красного Знамени

## Память
- В 2011 году в Вязьме на доме № 73 «Г» по улице Ленина, где долгие годы жил Борис Анатольевич, ему при жизни была установлена мемориальная доска с надписью «В этом доме живёт Герой Социалистического Труда Борис Анатольевич Дерябин».